# George Cornewall Lewis
George Cornewall Lewis, 2. baronet (ur. 21 kwietnia 1806 w Londynie, zm. 13 kwietnia 1863) – brytyjski polityk i pisarz, członek stronnictwa wigów i Partii Liberalnej, minister w rządach lorda Palmerstona.
Był synem sir Thomasa Lewisa, 1. baroneta, i Harriet Cornewall, córki sir George’a Cornewalla, 2. baroneta. Wykształcenie odebrał w Eton College oraz w Christ Church na Uniwersytecie Oksfordzkim. W 1828 r. uzyskał tam dyplom pierwszej klasy ze studiów klasycznych oraz drugiej klasy z matematyki. W 1831 r. rozpoczął praktykę adwokacką w korporacji Middle Temple.
Swój pierwszy urząd publicznych Lewis objął w 1833 r., kiedy to został komisarzem w postępowaniu dotyczącym warunków życia ubogich w Irlandii. Rok później został komisarzem przy postępowaniu dotyczącym Kościoła Irlandii. Kiedy jego przyjaciel Abraham Hayward założył Law Magazine, teksty Lewisa były często publikowane na jego łamach. W latach 1836–1838 przebywał na Malcie, gdzie badał stan wyspy oraz opracował nowe prawa. Po powrocie do Wielkiej Brytanii został komisarzem Praw Ubogich, W 1844 r. poślubił lady Marię Villiers, córkę George’a Villiersa. Małżonkowie nie mieli razem dzieci.
W 1847 r. Lewis uzyskał mandat parlamentarny z okręgu Herefordshire. Od razu został sekretarzem przy Radzie Kontroli. Po kilku miesiącach w 1848 r. został podsekretarzem stanu w Ministerstwie Spraw Wewnętrznych. W latach 1850–1852 był finansowym sekretarzem skarbu. W 1852 r. Lewis przegrał wybory w okręgu Herefordshire oraz Peterborough. Bez mandatu parlamentarnego Lewis został redaktorem Edinburgh Review i był nim do 1855 r.
Po śmierci ojca w 1855 r. odziedziczył tytuł baroneta. Wkrótce wygrał wybory uzupełniające w okręgu Radnor i ponownie zasiadł w Izbie Gmin. Został również członkiem gabinetu jako kanclerz skarbu. Pozostał na tym stanowisku do 1858 r. W 1859 r. został ministrem spraw wewnętrznych. W 1861 r. przesunięto go na stanowisko ministra wojny. Zmarł podczas sprawowania urzędu w 1863 r.

## Publikacje
- Remarks on the Use and Abuse of some Political Terms, 1832
- Essay on the Origin and Formation of the Romance Languages, 1835
- Local Disturbances in Ireland, and the Irish Church Question, 1836
- Essay on the Government of Dependencies, 1841
- Essay on the Influence of Authority in Matters of Opinion, 1850
- Treatise on the Methods of Observation and Reasoning in Politics
- Enquiry into the Credibility of the Early Roman History, 1855
- Essay on Foreign Jurisdiction and the Extradition of Criminals, 1859
- Survey of the Astronomy of the Ancients, 1862
- Dialogue on the Best Form of Government